# الحرب (الحرب بني واسين)
الحرب هو دُوَّار يقع بجماعة البحراويين، إقليم الفحص أنجرة، جهة طنجة تطوان الحسيمة في المملكة المغربية. ينتمي الدوّار لمشيخة الحرب بني واسين التي تضم 4 دواوير. يقدر عدد سكانه بـ 2502 نسمة حسب الإحصاء الرسمي للسكان والسكنى لسنة 2004.

## روابط خارجية
- البوابة الوطنية للجماعات الترابية
- المندوبية السامية للتخطيط